# L'attentatore
L'attentatore (titolo originale Diamondhead) è un romanzo del 2009 di Patrick Robinson, il primo di una serie che ha per protagonista il comandante Mackenzie Bedford.
Il libro è stato tradotto in ungherese, francese, tedesco e italiano.

## Trama
Henri Fouche, un ambizioso politico francese, probabile futuro presidente, è a capo di una multinazionale che ha creato una terribile arma, nome in codice Diamondhed, messa subito al bando dalle Nazioni Unite. Tuttavia i missili Diamondhed sono venduti di contrabbando in Iran e questi li rivende a gruppi di ribelli attivi in Medio Oriente, causando stragi tra le truppe statunitensi in Afghanistan e in Iraq
In Iraq, nei pressi di Baghdad, un reparto americano subisce un'imboscata. Perdono la vita 20 soldati tra Rangers e SEALs. Il capitano di corvetta Mackenzie Bedford assiste impotente alla dipartita di alcuni amici e individua dal suo punto d'osservazione il gruppo di ribelli responsabile della strage; senza pensarci li uccide, tutti e dodici, anche se si stavano arrendendo.
L'ufficiale è processato da una corte marziale, più per motivi politici che per la gravità del suo gesto. Alla fine è assolto dall'accusa di omicidio ma è condannato per insubordinazione ed è costretto a congedarsi dalla Marina.
Tornato a casa l'ex SEAL trova una situazione ancora peggiore.
Il figlio Tommy soffre di una rara malattia che potrebbe farlo morire in pochi mesi. L'unica speranza è un costoso intervento da effettuare in una clinica privata in Svizzera. Il nuovo datore di lavoro di Bedford, un armatore di navi da guerra, gli fa una strana proposta, vale a dire eliminare un politico francese che, se eletto presidente, potrebbe mandare in bancarotta la sua compagnia, la quale fornisce navi da guerra per la marina francese. All'inizio Badford non accetta, ma successivamente vede una fotografia dell'uomo e lo riconosce: è Henri Fouche, il trafficante d'armi che in Iraq ha venduto i missili Diamondhed che hanno ucciso i suoi compagni (per qualche minuto lo aveva visto insieme al gruppo di ribelli che il capitano di corvetta avrebbe poi eliminato). A questo punto accetta l'incarico, soprattutto per salvare la vita del figlio, ma anche per vendicare i tanti soldati americani morti per l'avidità di questo trafficante d'armi.
Ha così inizio una guerra silenziosa e brutale, ambientata tra Irlanda, Regno Unito e Francia, tra Bedford ed il servizio di sicurezza del politico francese, formato da mercenari ben armati e privi di scrupoli. Miracolosamente Bedford riesce nell'intento senza farsi uccidere o arrestare dalle autorità. Il finale è quasi un lieto fine da favola. Con la morte di Henri Fouche le autorità francesi chiudono la multinazionale e ne mettono agli arresti i dirigenti, le forze armate americane distruggono con un attacco aereo in Iran i missili Diamondhed rimasti e ovviamente la famiglia Bedford può cominciare una nuova vita.

## Edizioni in lingua italiana
- Patrick Robinson, L'attentatore: romanzo, traduzione di Paolo Valpolini, Milano: Longanesi, 2009
- Patrick Robinson, L'attentatore: romanzo, traduzione di Paolo Valpolini, Milano: TEA, 2011